# Stazione meteorologica di Pietranera
La stazione meteorologica di Pietranera è la stazione meteorologica di riferimento relativa alla pianura interna della provincia di Agrigento.

## Medie climatiche ufficiali

### Dati climatologici 1981-2005
In base alla media venticinquennale di riferimento (1981-2005), la temperatura media del mese più freddo, gennaio, si attesta a +3,5 °C; quella del mese più caldo, agosto, è di +34,4 °C.
| Pietranera (1981-2005) | Mesi | Mesi | Mesi | Mesi | Mesi | Mesi | Mesi | Mesi | Mesi | Mesi | Mesi | Mesi | Stagioni | Stagioni | Stagioni | Stagioni | Anno |
| Pietranera (1981-2005) | Gen  | Feb  | Mar  | Apr  | Mag  | Giu  | Lug  | Ago  | Set  | Ott  | Nov  | Dic  | Inv      | Pri      | Est      | Aut      | Anno |
| ---------------------- | ---- | ---- | ---- | ---- | ---- | ---- | ---- | ---- | ---- | ---- | ---- | ---- | -------- | -------- | -------- | -------- | ---- |
| T. max. media (°C)     | 15,0 | 15,5 | 17,9 | 20,7 | 26,4 | 31,6 | 34,6 | 34,4 | 30,1 | 25,9 | 19,9 | 16,0 | 15,5     | 21,7     | 33,5     | 25,3     | 24,0 |
| T. min. media (°C)     | 3,5  | 3,4  | 4,1  | 6,1  | 9,6  | 13,6 | 16,1 | 17,2 | 15,4 | 12,5 | 8,3  | 5,5  | 4,1      | 6,6      | 15,6     | 12,1     | 9,6  |

## Valori estremi

### Temperature estreme mensili dal 1981 al 2005
Nella tabella sottostante sono riportate le temperature massime e minime assolute mensili, stagionali ed annuali dal 1981 al 2005, con il relativo anno in cui si queste si sono registrate. La massima assoluta del periodo esaminato di +46,0 °C risale all'agosto 1999, mentre la minima assoluta di -6,2 °C è del gennaio 1999.
| Pietranera (1981-2005) | Mesi        | Mesi        | Mesi        | Mesi        | Mesi        | Mesi        | Mesi        | Mesi        | Mesi        | Mesi        | Mesi        | Mesi        | Stagioni | Stagioni | Stagioni | Stagioni | Anno |
| Pietranera (1981-2005) | Gen         | Feb         | Mar         | Apr         | Mag         | Giu         | Lug         | Ago         | Set         | Ott         | Nov         | Dic         | Inv      | Pri      | Est      | Aut      | Anno |
| ---------------------- | ----------- | ----------- | ----------- | ----------- | ----------- | ----------- | ----------- | ----------- | ----------- | ----------- | ----------- | ----------- | -------- | -------- | -------- | -------- | ---- |
| T. max. assoluta (°C)  | 24,4 (2001) | 25,0 (1998) | 34,0 (2001) | 31,2 (1985) | 37,1 (1994) | 42,1 (1997) | 43,1 (1983) | 46,0 (1999) | 39,0 (1988) | 36,7 (1981) | 30,9 (2004) | 29,0 (1987) | 29,0     | 37,1     | 46,0     | 39,0     | 46,0 |
| T. min. assoluta (°C)  | −6,2 (1999) | −6,0 (1999) | −4,1 (2003) | −2,6 (2002) | 0,0 (1987)  | 4,5 (1990)  | 7,0 (1997)  | 10,1 (2005) | 6,3 (2002)  | 4,0 (2003)  | −2,1 (2005) | −3,9 (1998) | −6,2     | −4,1     | 4,5      | −2,1     | −6,2 |